# Sorø
Sorø är en tätort och stad på ön Själland i Danmark med 7 927 invånare (2017). Staden är huvudsäte för Region Själland och centralort i Sorø kommun. Sorø är belägen cirka 65 kilometer väster om huvudstaden Köpenhamn nära motorvägen E20.
Sorø järnvägsstation på Vestbanen mellan Köpenhamn och Korsør ligger i samhället Fredriksberg två kilometer söder om Sorø.

## Sorø och dess historik
På Storgade ligger Sorø Museum med lokalhistoriska samlingar från äldre till nyare sydvästsjälländsk borgerskaps- och bondekultur. Dessutom finns en aktiv köpmansbutik från 1880 och en minnesstuga för författaren Bernhard Severin Ingemann. På samma gata ligger Sorø Kunstmuseum med en större samling konstverk från medeltid till nutid, bland annat verk av målare från "Den danska guldåldern" och Skagenområdet.
Vid Sorø Akademi återfinns bland annat Adam Wilhelm Hauchs samling av äldre fysikapparater. Sorø Akademi har genom seklerna varit en samlingsplats för många av Danmarks tänkare och framstående personligheter. Ludvig Holberg tillbringade delvis det sista decenniet av sitt liv i trakten av Sorø och 2006 grundades i staden, av teatermänniskor från bland annat Det Kongelige Teater, Holberg Teatret som ett nationellt center för kunskap om och (främst sommartid) framföranden av Holbergs pjäser med mera.
I Sorø finns bland annat fotbollsklubben Sorø Freja, golfklubben Sorø Golfklub och en schackförening vid namn Sorø Skakklub.

## Begravda i Sorø
Vid Sorø klosterkyrka är ett antal kända personer begravda:
- Absalon Hvide, ärkebiskop
- Absalons far Asser Rig
- Kristofer II, kung
- Valdemar Atterdag, kung
- Ludvig Holberg, författare
- Bernhard Severin Ingemann, lektor, psalmförfattare bland annat Härlig är jorden

## Vänorter
- Fljótsdalshérað, Island
- Skara, Sverige
- Eidsvoll, Norge
- Pruszcz, Polen

## Bilder

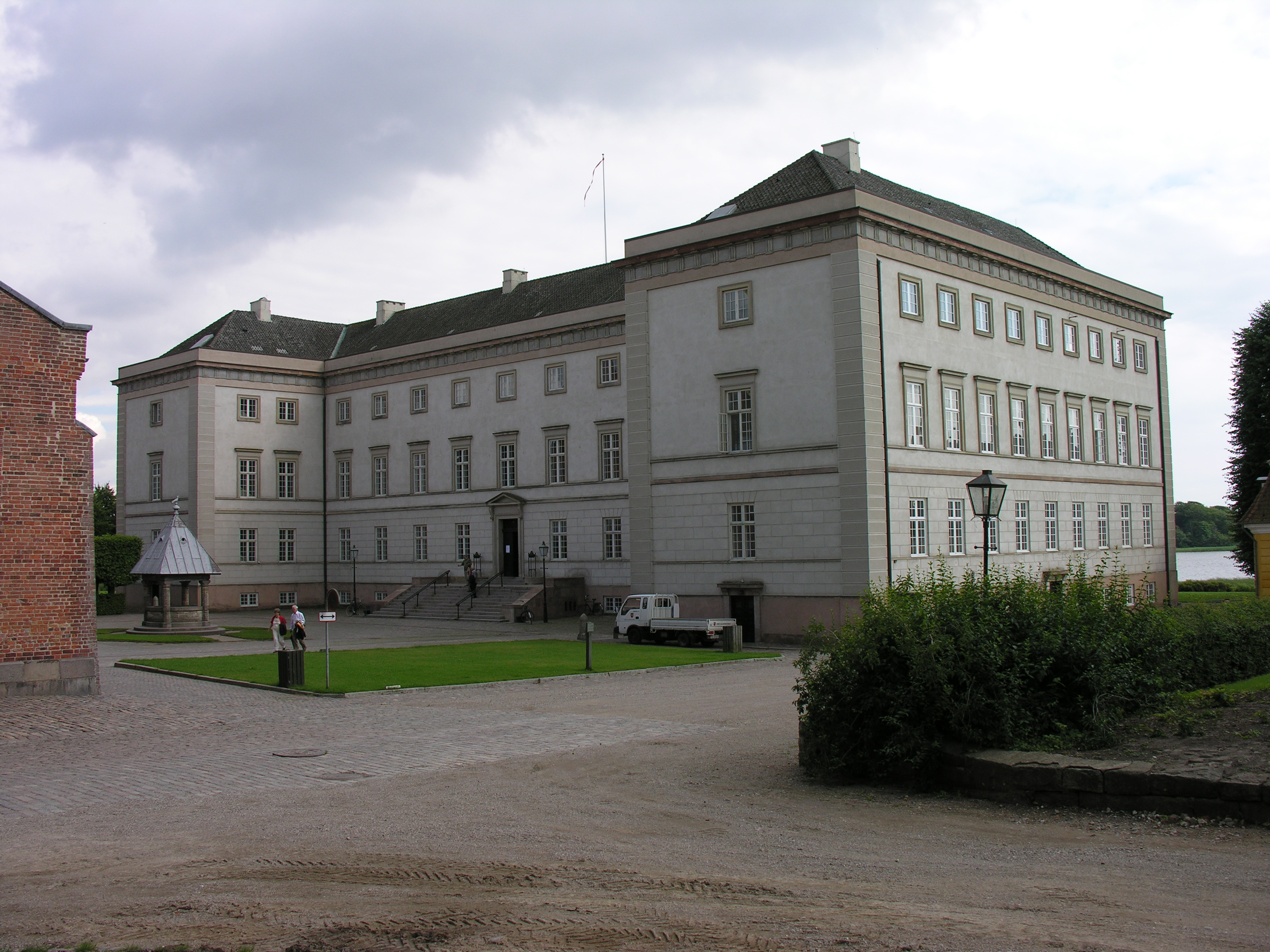
Sorø Akademis huvudbyggnad.
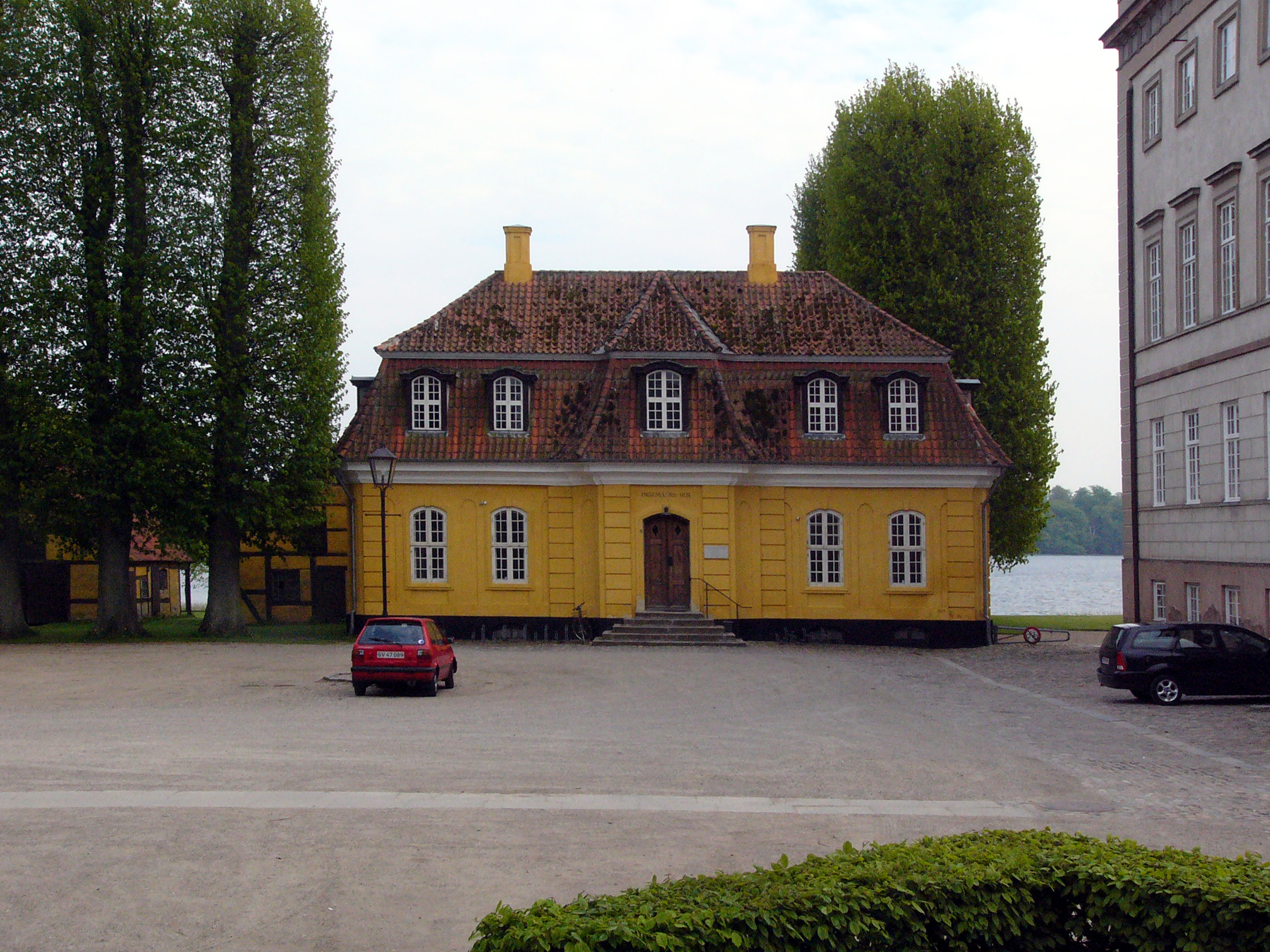
Vid Sorø Akademi.
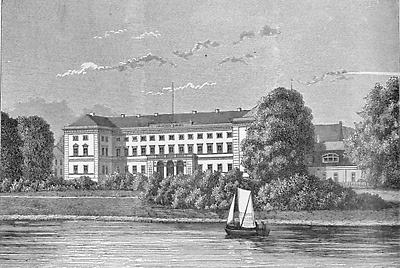
Sorø Akademi vid slutet av 1800-talet.
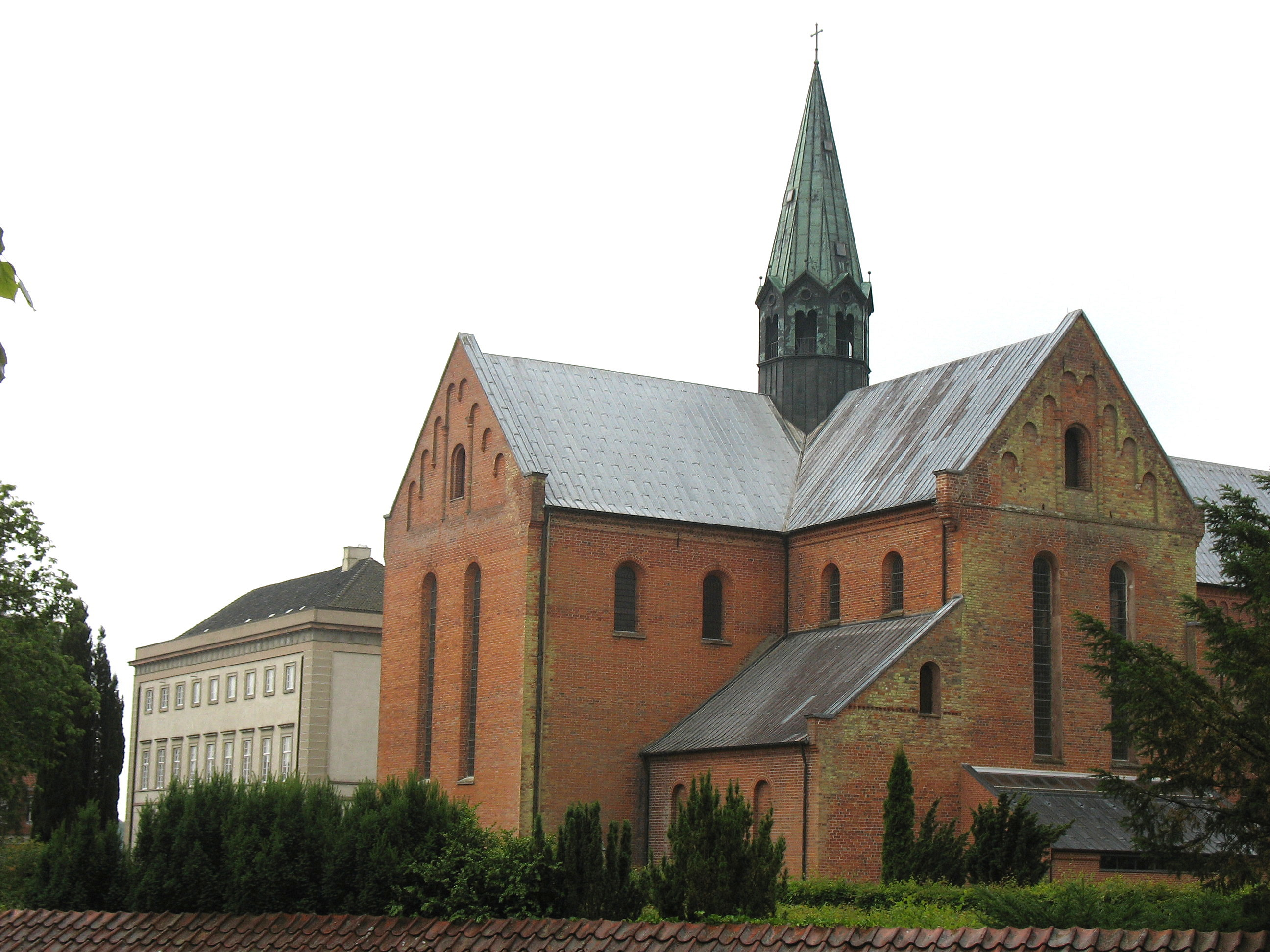
Sorø klosterkyrka.
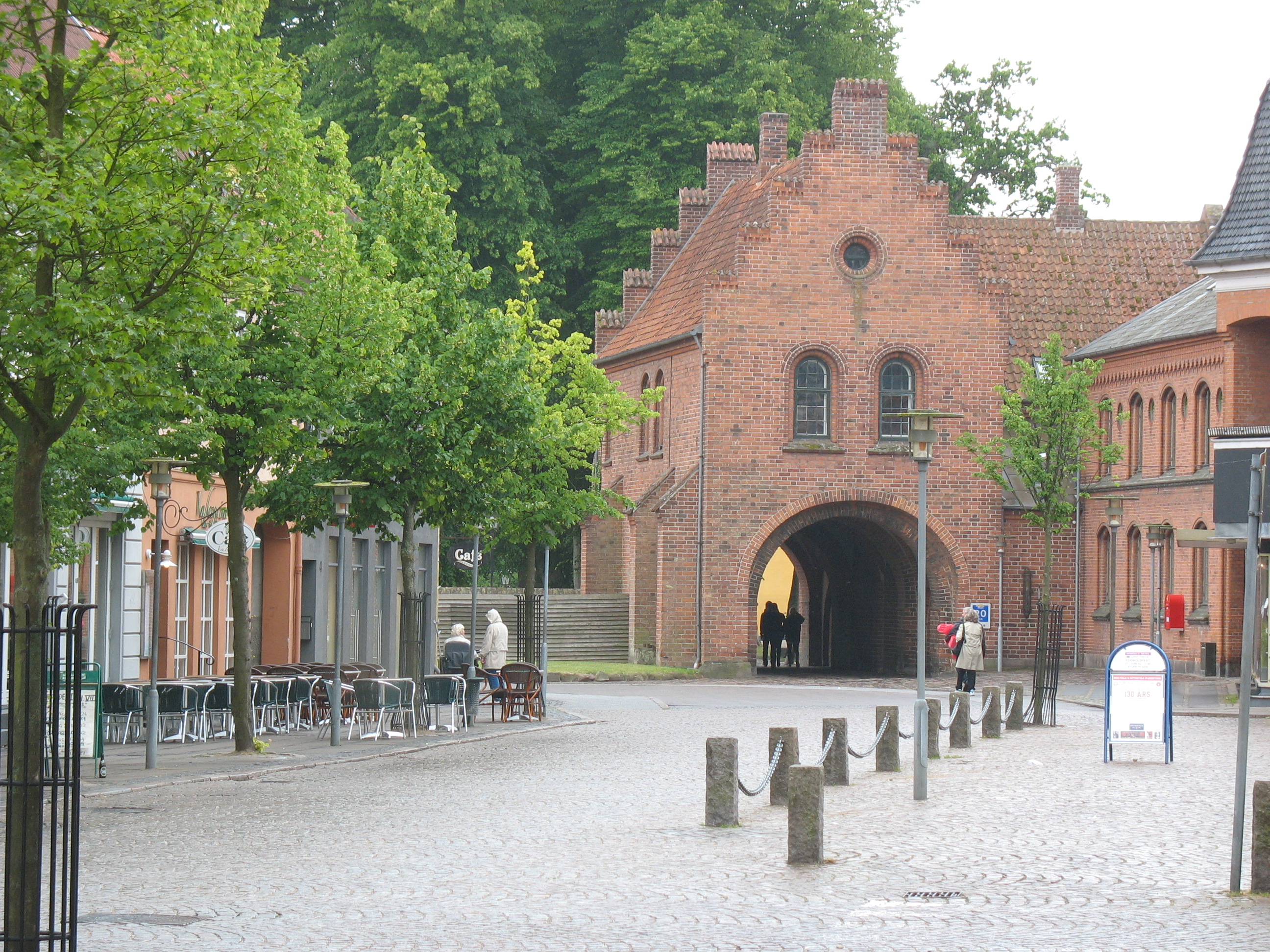
Klosterporten.
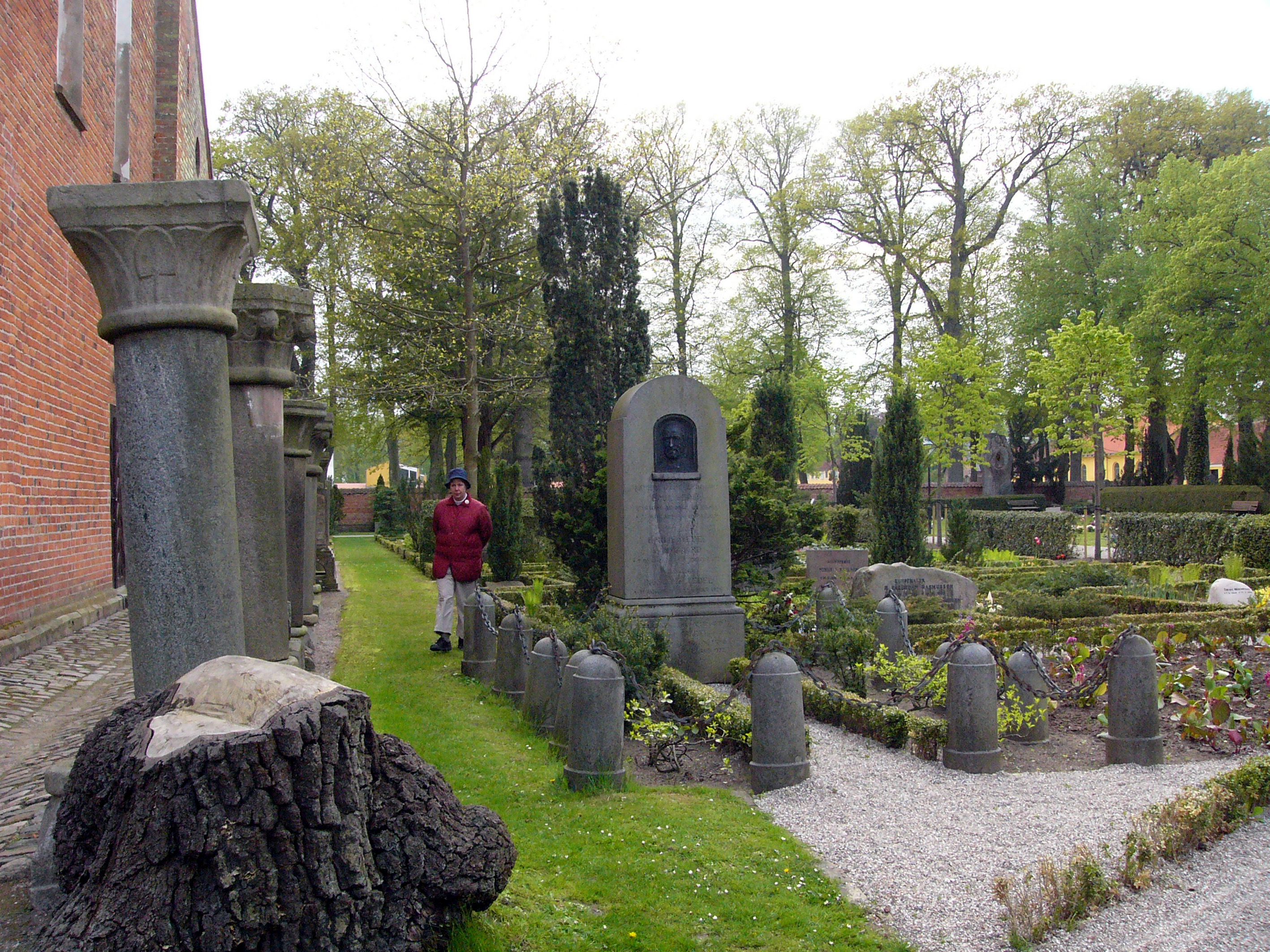
Sorø gamla kyrkogård.